# Campylopus incrassatus
Campylopus incrassatus är en bladmossart som beskrevs av C. Müller 1845. Campylopus incrassatus ingår i släktet nervmossor, och familjen Dicranaceae. Inga underarter finns listade i Catalogue of Life.